# Wołczuchy (przystanek kolejowy)
Wołczuchy (ukr. Вовчухи, ros. Волчухи) – przystanek kolejowy w miejscowości Wołczuchy, w rejonie lwowskim, w obwodzie lwowskim, na Ukrainie.